# Серебщина
Сере́бщина, грошова данина — державний податок, що його стягували з усіх без винятку селян у феодальній Литві та на підлеглих їй руських землях в 14—16 ст. С. ішла на утримання війська. Розмір її не був сталий (становив 10-30 і більше грошів з лану, городники сплачували 3—6 грошів з двору). На Київщині С. називали подимщиною, на Волині — воловщиною, на Чернігівщині — поголовщиною. За привілеєм великого князя литовського Казимира 1447 р., який розширював шляхетські вольності, феодали дістали право збирати С. у власних маєтках на свою користь. Збір С. з державних селян тривав до кінця 16 ст.